# 피티스역
피티스역(스페인어: Pitis)은 마드리드 지하철 7호선의 시종착역이자, 세르카니아스 마드리드의 C3호선, C7호선, C8호선이 만나는 환승역이다. 마드리드 푸엥카랄엘파르도 구 미라시에라 지역의 마리아 카사레스 거리와 글로리아 푸엔테스 거리가 만나는 교차로 부근에 위치해 있다. 요금구역상으로는 A구역에 속한다.

## 역사
역 자체는 일찍이 1964년에 지어졌으나, 1996년 열차 운행이 중단된 이후 한동안 영업을 하지 않게 되었다. 그로부터 3년 뒤인 1999년 3월 29일 마드리드 지하철 7호선이 발데사르사에서 이곳까지 연장되면서 지하철역이 되었다.
개업 당시 주변에 이렇다할 시가지가 없었는데, 지하철 개통과 맞물린 재개발 계획이 예상보다 한참 늦어지면서 벌어진 일이었다. 이 때문에 개업 이후 수년간 오전 6시 35분부터 10시 10분까지만 영업하고, 막차는 9시 53분에 들어오는 단축운영을 실시하였다. 영업시간이 끝난 뒤 지하철 열차들은 바로 이전역인 라코마 역을 종점으로 삼았고, 세르카니아스 열차들도 정차하지 않았다. 다만 2018년 5월 1일부로 이용객이 어느정도 늘면서 정상 영업을 개시하였다.
라코마 역과 피티스 역 사이에는 아로요 델 프레스노 역이 있는데 이쪽도 피티스 역과 마찬가지로 주변이 전혀 개발되지 않아 아직 개업에 들어가지 못했다. 다만 피티스의 정상영업 개시와 맞물려 2019년에 문을 열 계획이다.

## 환승 정보
지하철 7호선과 세르카니아스 노선, 그리고 지역철도인 레히오날 철도 노선이 다닌다.
레히오날
- 51번 (아빌라 - 마드리드-아토차)
- 53번 (세고비아 - 마드리드-아토차)
- 55번 (마드리드-타마르틴 - 마드리드-아토차)

지하철과 세르카니아스
| 마드리드 지하철               | 마드리드 지하철       | 마드리드 지하철                   |
| ----------------------------- | --------------------- | --------------------------------- |
| 라코마 오스피탈 델 에나레스   | 마드리드 지하철 7호선 | 시·종착역                         |
| 세르카니아스 마드리드         |                       |                                   |
| 피나르 엘 에스코리알          | C3호선                | 파코 데 루시아 아랑후에스         |
| 라스 로사스 푸엔테 데 라 모라 | C7호선                | 파코 데 루시아 알칼라 데 에나레스 |
| 피나르 엘 에스코리알          | C8호선                | 파코 데 루시아 과달라하라         |